# Formula E Holdings
Formula E Holdings Limited, (FEH) è la società che possiede e organizza il campionato di Formula E.  Fondata nel 2012 da Alejandro Agag, con il finanziamento dell'imprenditore Enrique Bañuelos, al fine di soddisfare una gara FIA per creare un campionato automobilistico internazionale con vetture interamente elettriche. La FEH supervisiona tutte le edizioni del campionato di Formula E dalle sue basi a Londra e Hong Kong.